# サン・ポーロ・デイ・カヴァリエーリ
サン・ポーロ・デイ・カヴァリエーリ（伊: San Polo dei Cavalieri）は、イタリア共和国ラツィオ州ローマ県にある、人口約2,800人の基礎自治体（コムーネ）。

## 地理

### 位置・広がり
ローマ県北東部に位置するコムーネ。サン・ポーロ・デイ・カヴァリエーリの集落はモンティ・ルクレティリ山地の南側に位置し、ティヴォリから北北東へ約7km、ローマ中心部から北東へ約34kmの距離にある。
村域は約43km2に及ぶが、その大部分はモンティ・ルクレティリの山地で、サン・ポーロ・デイ・カヴァリエーリ集落は村域南部に偏って位置している。

#### 隣接コムーネ
隣接するコムーネは以下の通り。
- モンテフラーヴィオ - 北
- リチェンツァ - 北東
- ロッカジョーヴィネ - 東
- ヴィコヴァーロ - 東
- ティーヴォリ - 南西
- マルチェッリーナ - 西
- グイドーニア・モンテチェーリオ - 西
- パロンバーラ・サビーナ - 北西

### 地勢
モンティ・ルクレティリ山地を町域に含み、大部分がモンティ・ルクレティリ州立自然公園 (it:Parco regionale naturale dei Monti Lucretili) に含まれている。

### 気候分類・地震分類
サン・ポーロ・デイ・カヴァリエーリにおけるイタリアの気候分類 (it) および度日は、zona E, 2484 GGである。
また、イタリアの地震リスク階級 (it) では、zona 2B (sismicità media) に分類される。

## 行政

### 山岳部共同体
広域行政組織である山岳部共同体「モンティ＝サビニ・ティブルティーニ・コルニコラニ・エ・プレネスティーニ山岳部共同体」 (it:Comunità montana dei Monti Sabini, Tiburtini, Cornicolani e Prenestini) （事務所所在地: ティーヴォリ）に属する。

## 交通

### 道路
サン・ポーロ・デイ・カヴァリエーリ最寄りの主要道路は、アニェーネ川沿いを走るSR5 (it:Strada statale 5 Via Tiburtina Valeria) で、集落内には県道が通じている。